# Kaushal Inamdar
Kaushal S. Inamdar (nacido el 2 de octubre de 1971 en Pune) es un cantante y compositor de música y cine hindi indio de origen marathi. Su trabajo consiste en componer música para películas, televisión, teatro, otros eventos como conciertos en hindi y marathi. También ha compuesto para ballets, anuncios y álbumes discográficos. Actualmente reside en Goregaon, un suburbio de Mumbai.

## Biografía
Kaushal hizo sus estudios en el IES una Escuela Inglés Moderno conocido también como Dadar y Billimoria High School, en Panchgani. Posteriormente se graduó en la universidad en la carrera de Dirección General de Ruparel, en Mumbai, donde entró en contacto con Ana Datar, quien le inició en el teatro. Si bien en la escuela, había tomado algunas clases de primaria junto a Kamalakar Bhagwat, un compositor de música de renombre, pero comenzó en aprender los matices más sutiles de la composición de la música, después de que terminó su graduación se concentró en la escritura y la música.

## Filmografía
- Krishna Kathchi Meera - Directed by Gajendra Ahire

(Songs won the best playback award male/female at the Maharashtra State Awards 2003)
- Aag - Directed by Shiv Kadam
- Not Only Mrs. Raut (2003) - Produced by Aditi Deshpande. More about it at the NDFC website

(This Marathi movie has made it to many international film festivals, and also won the National Award in 2004).
- Adhantari - a film by Subhash Phadke.
- Rasta Roko - A film by Devashish Shedge.
- Its Breaking News (2007) - a feature film in Hindi by Vishal Inamdar
- Hungama - a feature film in Marathi by Rohan Shivalkar.
- Balgandharva- a feature film in Marathi by Nitin Chandrakant Desai.[5]

## Discografía
- Shubhra Kalya Moothbhar - based on the poetry of Late Smt. Shanta Shelke

Singers – Pt. Satyasheel Deshpande, Sadhana Sargam, Ranjana Jogalekar, etc.
- Ratra Bhizali - songs of the night

Singers – Shankar Mahadevan, Mahalaxmi Iyer, Sameer Date, etc.
- Geetecha to saakshi vadala – a translation of Shri Nagaraja Rao’s poem - 'The Geeta's Witness'

Artsite - Shri Vidyadhar Gokhale.
- Bhavanjali - a devotional Hindi Album based on the philosophy of Swami Samarth Ramdas

Rendered by famous classical vocalist, Shri Raghunandan Panshikar
- Kamana Purti - an album for Sony Music, rendered by Sanjeev Chimmalgi.
- Man Pakharache Hoi - Milind Gunaji's  poems set to tune.
- Chaphyache Shimpan - an album composed by Kaushal S. Inamdar, with songs rendered by Sonali Karnik.